# Aritao
Aritao ist eine Stadtgemeinde in der philippinischen Provinz Nueva Vizcaya. Im Jahre 2015 zählte sie 37.225 Einwohner. Teile des Naturschutzgebietes Salinas Natural Monument liegen auf dem Gebiet der Gemeinde.
Aritao ist in die folgenden 22 Baranggays aufgeteilt:
| - Anayo - Baan - Balite - Banganan - Beti - Bone North - Bone South - Calitlitan - Comon - Canabuan - Canarem | - Cutar - Darapidap - Kirang - Latar-Nocnoc-San Francisco - Nagcuartelan - Ocao-Capiniaan - Poblacion - Santa Clara - Tabueng - Tucanon - Yaway |